# Norton N22
Norton N22 to powieść amerykańskiego pisarza Michaela Crichtona, opublikowana po raz pierwszy w 1996 roku. 
Główna bohaterka Casey Singleton, wiceprezes fikcyjnej firmy produkującej samoloty Norton Aircraft, bada wypadek lotniczy maszyny, w którym trzech pasażerów zginęło, a pięćdziesięciu sześciu zostało rannych. Książka ta różni się od wielu innych dzieł Crichtona, ponieważ historia nie zawiera niemal żadnych elementów fantastyki naukowej.